# Quercus xanthoclada
Quercus xanthoclada är en bokväxtart som beskrevs av Emmanuel Drake del Castillo. Quercus xanthoclada ingår i släktet ekar, och familjen bokväxter. Inga underarter finns listade i Catalogue of Life.